# Suzanne de Plessis-Belliére
Suzanne, marquesa de Plessis-Bellière y de Faÿ-lès-Nemours (1599-1705), nacida Suzanne de Bruc de Montplaisir, fue la esposa de Jacques de Rougé de Plessis-Belliére.

## Biografía
Suzanne de Plessis-Bellière fue célebre por su carácter e ingenio que dejó honda huella en su época. Fue íntima amiga del ministro de finanzas de Luis XIV, Nicolás Fouquet y se relacionó con los artistas más importantes de su tiempo, entre ellos la Marquesa de Sévigné. Poseía una colección de obras de arte de valor inestimable.

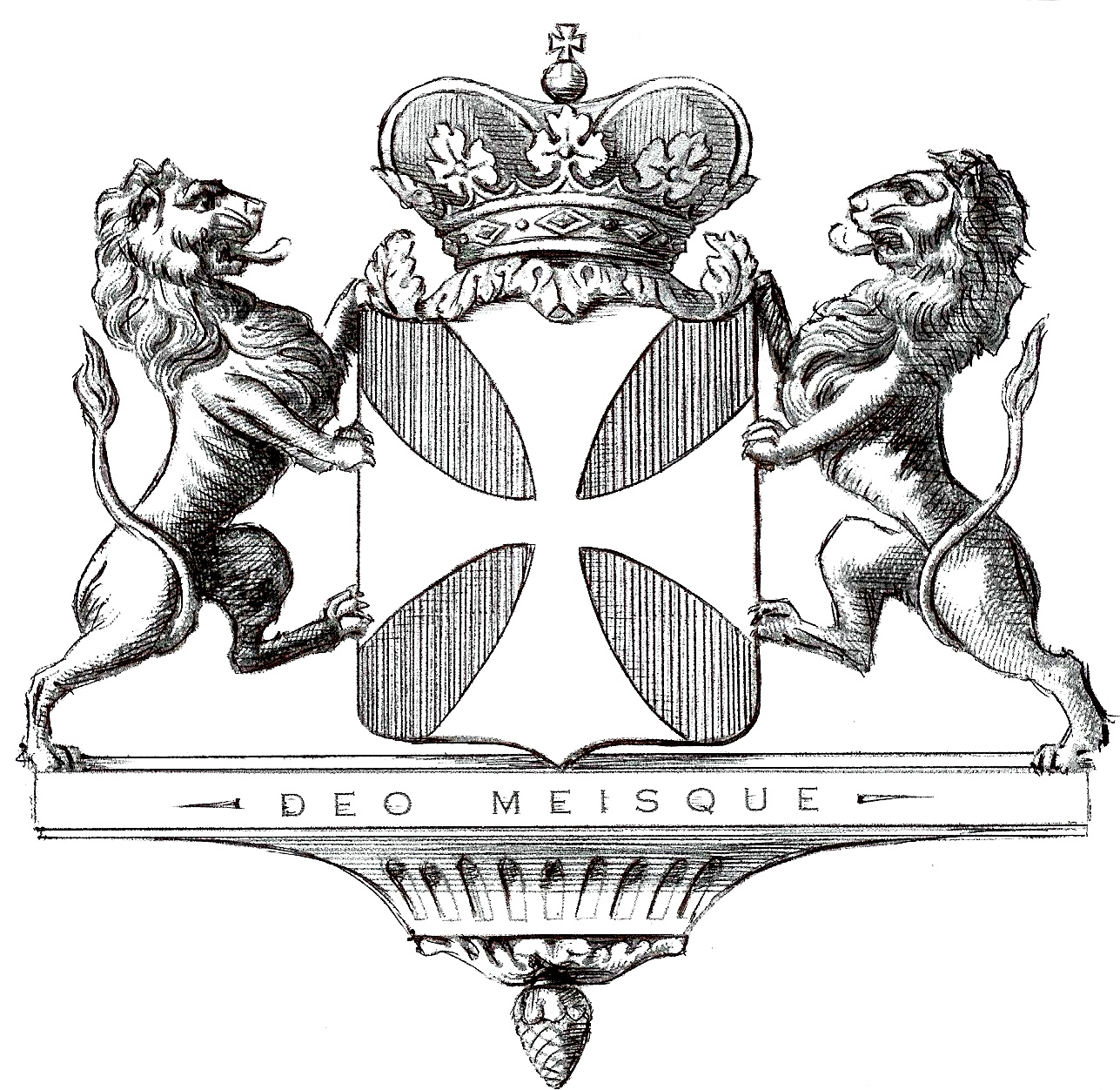
Escudo de Armas Rougé.

Fue la fundadora, en unión de Madame La Fayette y de Madeleine de Scudéry, de los primeros salones literarios. En 1661, intentó salvar a Fouquet de la cárcel albergándolo en el hotel Rougé en Nantes. Pero el ministro fue arrestado por D'Artagnan y la marquesa de Plessis-Belliére corrió la misma suerte: fue internada, por orden de Luis XIV, en el castillo de Montbrison.
Su estado de salud era tan delicado que le fue permitido retirarse a su palacio de Charenton, cercano a París donde pasó los últimos años de su vida rodeada de grandes artistas y poetas.

## Literatura
Su apasionante vida inspiró numerosas novelas de aventuras, entre ellas se encuentra la Élise de El Vizconde de Bragelonne, de Alexandre Dumas, o las historias adaptadas al cine de Angélique, marquise des Anges.